# جوزف امبرتون

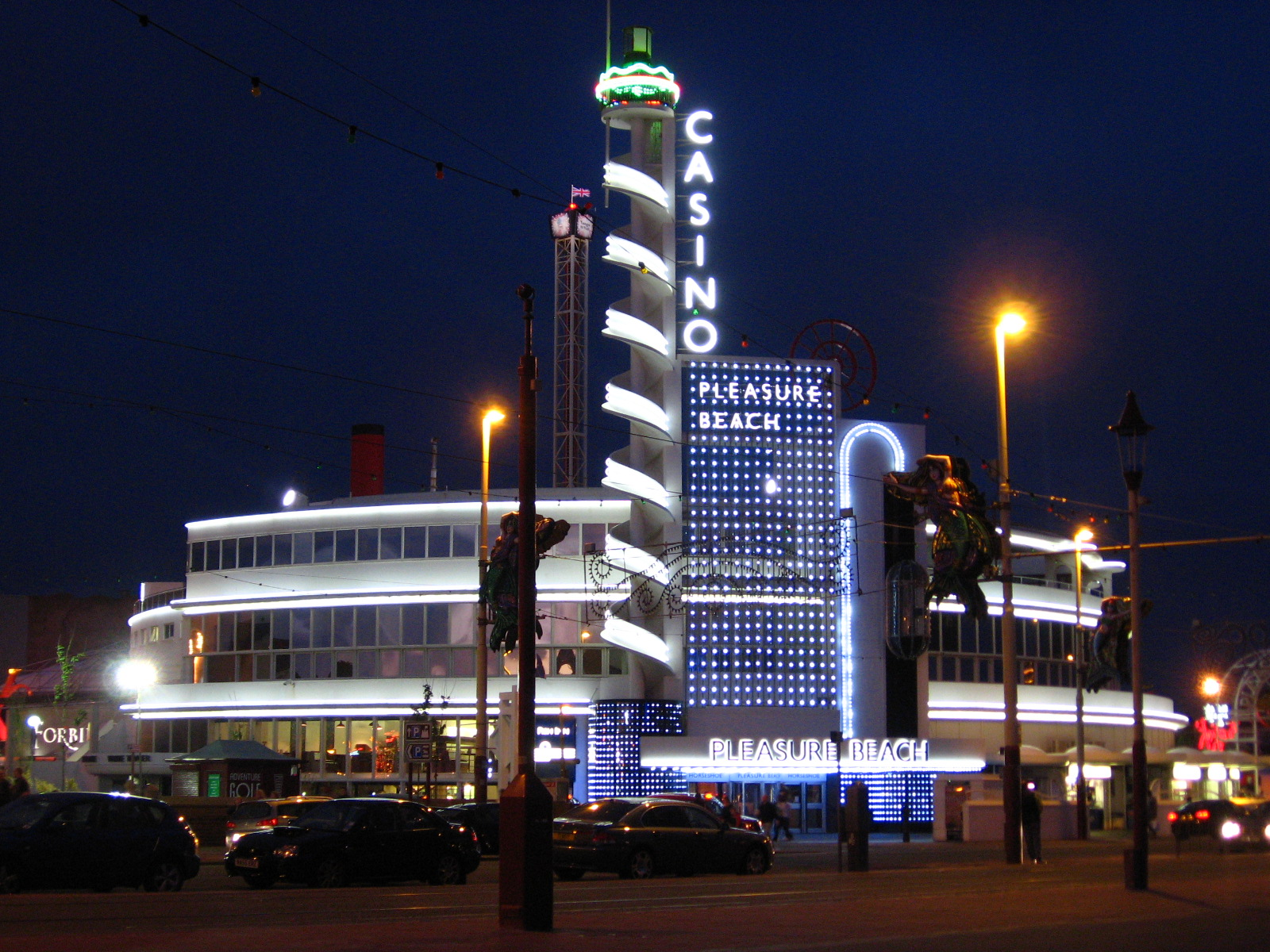
کازینوی پلژر بیچ طراحی امبرتون در سال ۱۹۳۹.

جوزف امبرتون (انگلیسی: Joseph Emberton؛ ۱ ژانویه ۱۸۸۹ – ۱ ژانویه ۱۹۵۶) یک معمار بود وی به عنوان یکی از معماران مشهور سبک بین‌المللی شناخته می‌شود.